# Kiertyny Małe
Kiertyny Małe (deutsch Klein Kärthen) ist ein Ort in der polnischen Woiwodschaft Ermland-Masuren. Er gehört zur Gmina Bartoszyce (Landgemeinde Bartenstein) im Powiat Bartoszycki (Kreis Bartenstein (Ostpr.)).

## Geographische Lage
Kiertyny Małe liegt sechs Kilometer südlich der polnischen Staatsgrenze zur russischen Oblast Kaliningrad (Gebiet Königsberg (Preußen)) in der nördlichen Mitte der Woiwodschaft Ermland-Masuren. Die frühere und heute auf russischem Hoheitsgebiet gelegene Kreisstadt Friedland (russisch Prawdinsk) liegt 22 Kilometer in nordöstlicher Richtung entfernt, und bis zur heutigen Kreismetropole Bartoszyce (deutsch Bartenstein) sind es sechs Kilometer in südöstlicher Richtung.

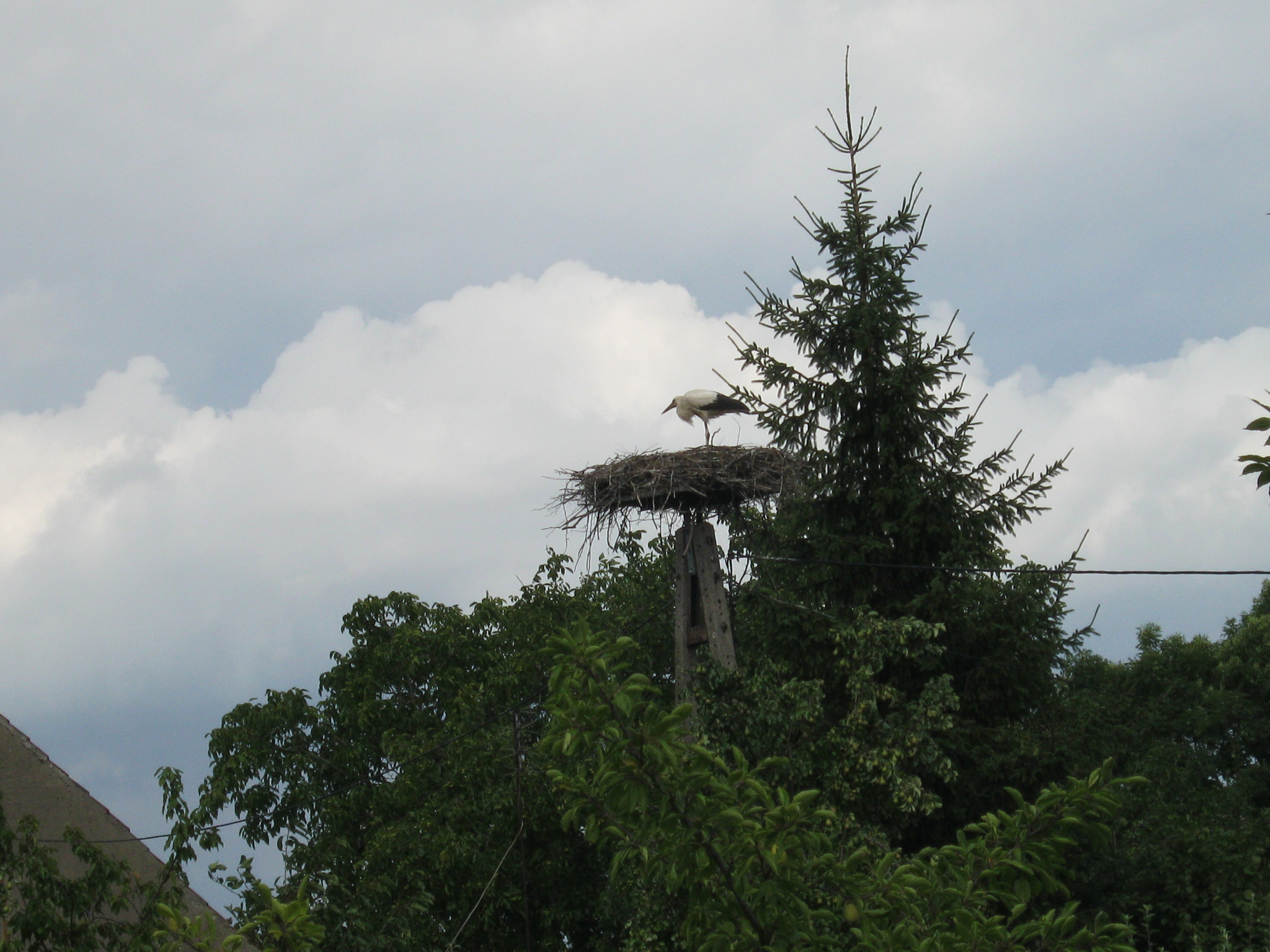
Storchennest

|  |

## Geschichte
Das seinerzeitige Klein Koerten und nach 1505 Klein Kerten, nach 1570 Klein Karthen und um 1785 Klein Kärthen genannte Dorf wurde 1505 erstmals erwähnt. Im Jahre 1874 kam die Landgemeinde Klein Kärthen zum neu gebildeten Amtsbezirk Markienen im ostpreußischen Kreis Friedland (ab 1927: Kreis Bartenstein). 110 Einwohner zählte das Dorf im Jahre 1910.
Am 30. September 1928 gab Klein Kärthen seine Eigenständigkeit auf und schloss sich mit der Landgemeinde Groß Kärthen (polnisch Kiertyny Wielkie) und den Gutsbezirken Markienen (Markiny) und Paulienen (Pawłówka) zur neuen Landgemeinde Markienen, jetzt im Kreis Bartenstein, zusammen.
In Kriegsfolge wurde 1945 das gesamte südliche Ostpreußen an Polen abgetreten. Klein Kärthen erhielt die polnische Namensform „Kiertyny Małe“ und ist heute eine Ortschaft im Verbund der Landgemeinde Bartoszyce (Bartenstein) im Powiat Bartoszycki (Kreis Bartenstein), von 1975 bis 1998 der Woiwodschaft Olsztyn, seither der Woiwodschaft Ermland-Masuren zugehörig.

## Kirche

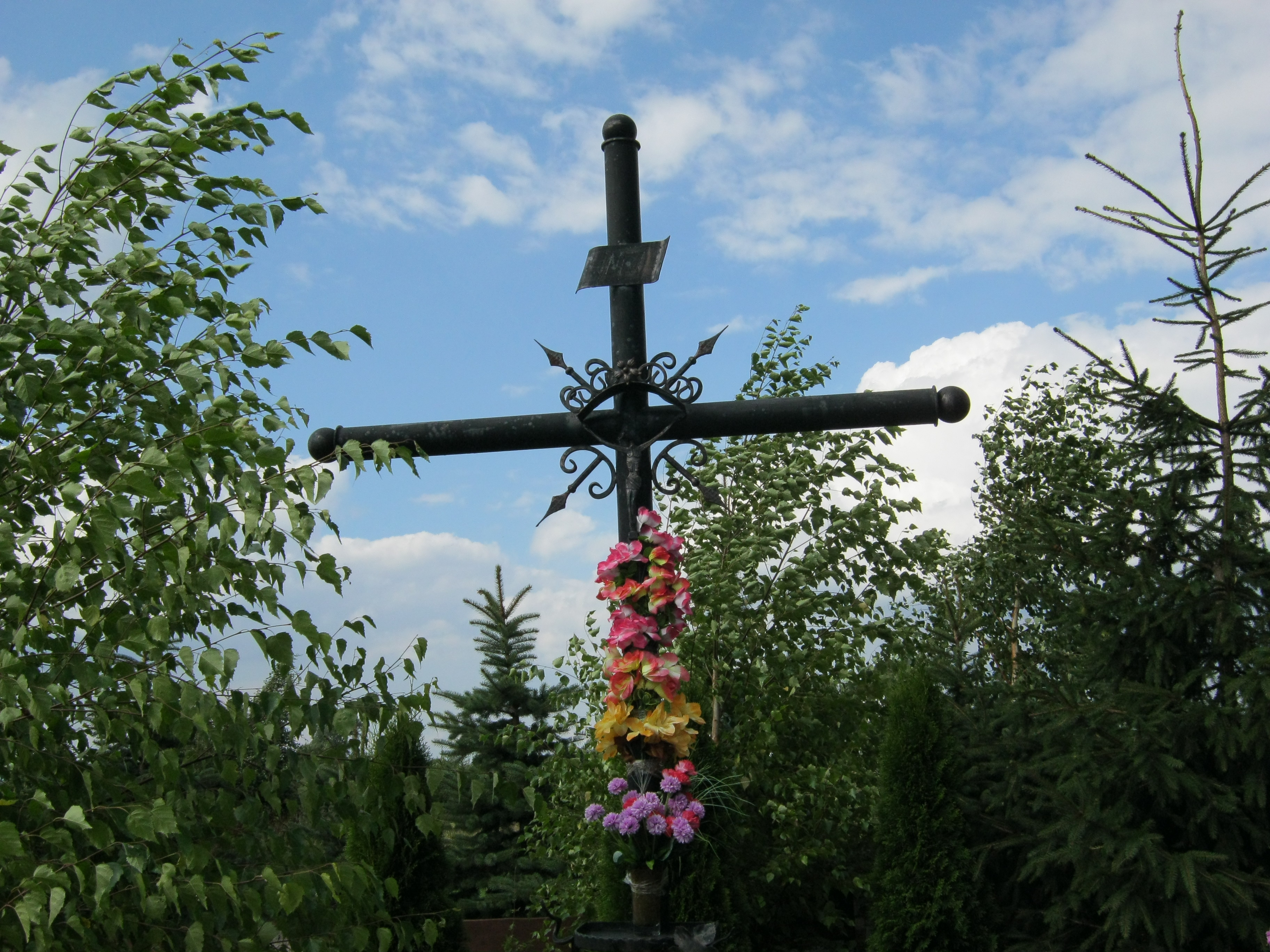
Wegekreuz in Kiertyny Małe

Bis 1945 war Klein Kärthen in die Stadt Bartenstein eingepfarrt: in die dortigen evangelische Kirche St. Johann in der Kirchenprovinz Ostpreußen der Kirche der Altpreußischen Union und in die römisch-katholische Kirche St. Bruno im damaligen Bistum Ermland. Heute gehört Kiertyny Małe katholischerseits zur Pfarrei Bezledy (Beisleiden) im jetzigen Erzbistum Ermland bzw. zur evangelischen Gemeinde in Bartoszyce, die jetzt eine Filialgemeinde der St.-Johannes-Kirche Kętrzyn (Rastenburg) in der Diözese Masuren der Evangelisch-Augsburgischen Kirche in Polen ist.

## Verkehr
Kiertyny Małe liegt an der verkehrsreichen polnischen Landesstraße 51 (im Abschnitt der früheren deutschen Reichsstraße 128), die vom polnisch-russischen Grenzübergang Bagrationowsk/Bezledy über Bartoszyce (Bartenstein), Lidzbark Warmiński (Heilsberg) und Dobre Miasto (Guttstadt) bis in die Woiwodschaftshauptstadt Olsztyn (Allenstein) führt. Zum Nachbarort Kiertyny Wielkie (Groß Kärthen) führt eine Verbindungsstraße.
Ein Bahnanbindung besteht nicht.